# E-Board

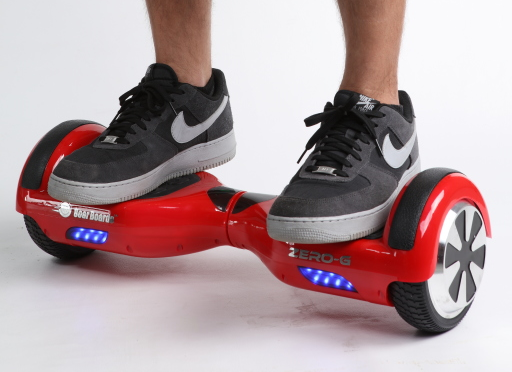
Zweirädriges E-Board „Hobertrax“, in der Mitte die Naht, an der die Relativ-Verdrehung der Trittbretter erfolgt

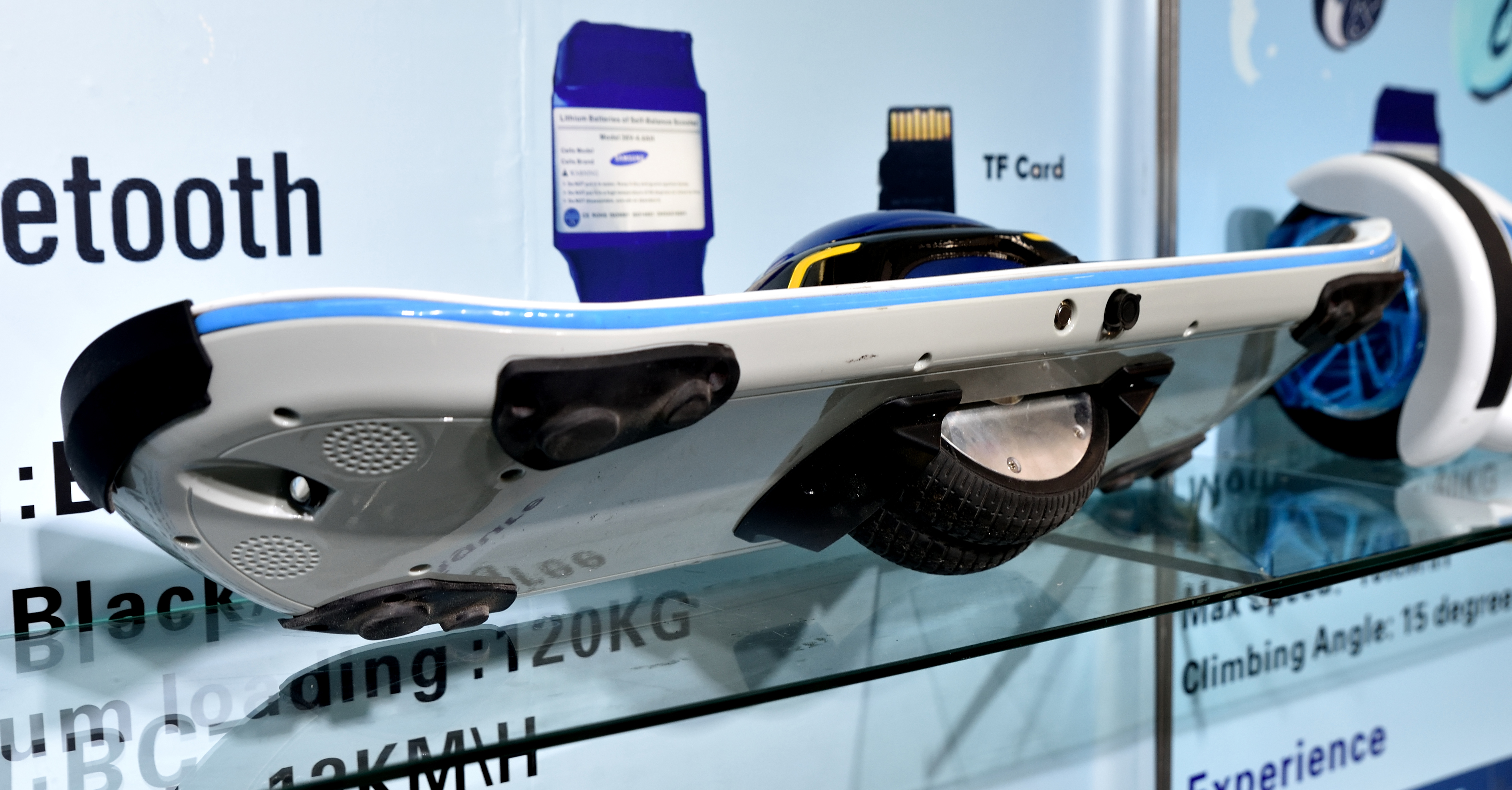
Ein E-Board mit nur einem Rad

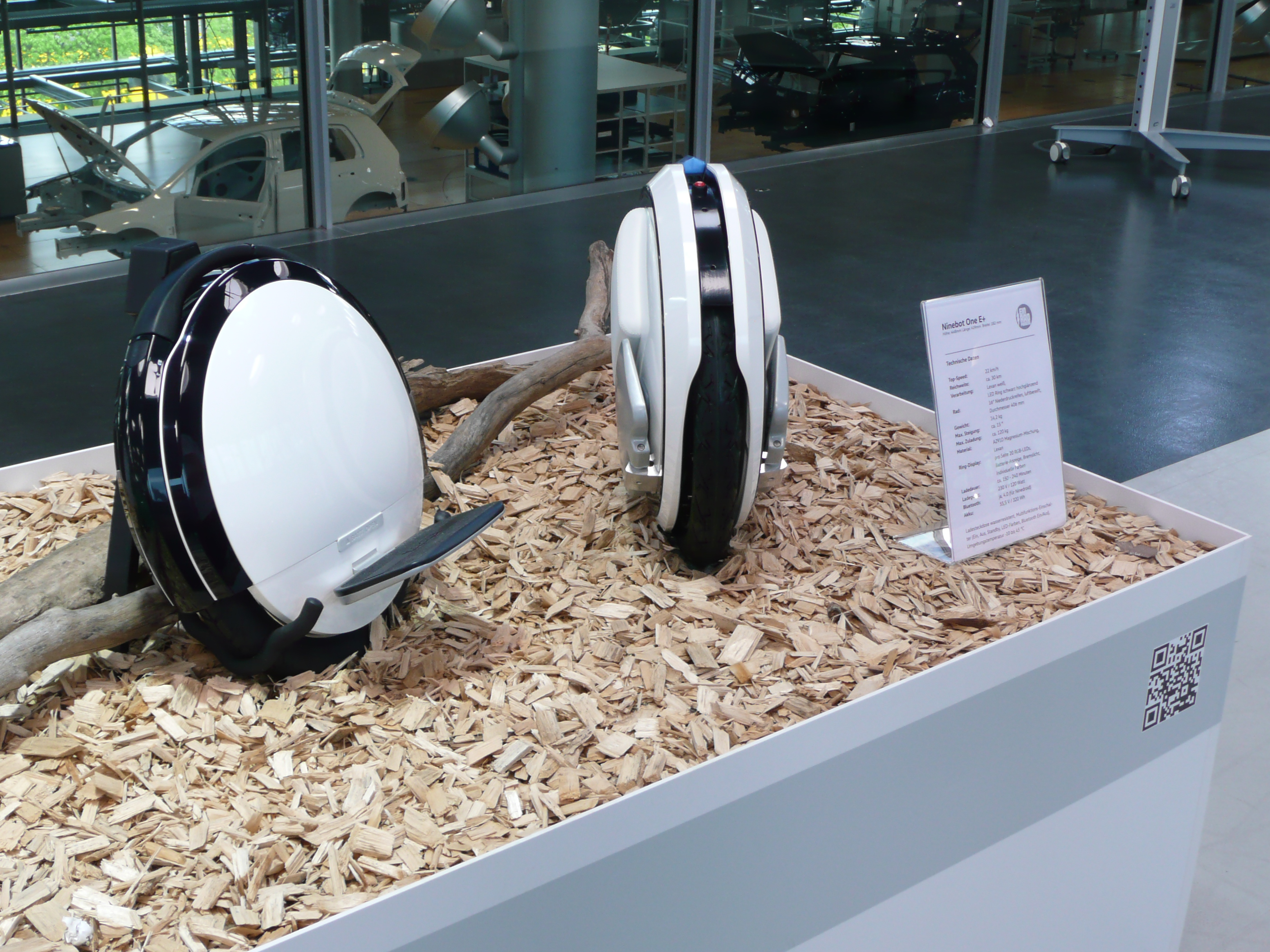
Einrad, ausgestellt zur Präsentation der Elektromobilität in der Gläsernen Manufaktur

Ein E-Board oder Hoverboard ist ein elektrisch betriebenes Rollbrett ohne Lenkstange, auf dem sich eine Person stehend fortbewegen kann.

## Bezeichnung
Neben „E-Board“ werden die Geräte auch wie folgt bezeichnet:
- Balance-Board – Als „Balance-Boards“ werden auch Bretter ohne Räder und Antrieb für Balance-Übungen bezeichnet.
- Hoverboard (Begriff in der Schweiz etabliert[1]) – „Hoverboards“ tauchten ursprünglich in den Science-Fiction-Filmkomödien Zurück in die Zukunft II und Zurück in die Zukunft III als Filmtrick auf und waren Skateboards ohne Räder, die mehrere Zentimeter über dem Boden schwebten.[4][5]
- Mini-Segway – „Mini-Segway“ suggeriert, dass es sich um ein Gerät des Herstellers Segway handelt, was jedoch nicht zutrifft.
- Self-balancing-Board
- Self-balancing-Scooter
- selbstbalancierendes (elektrisches) Rollbrett

## Entwicklung

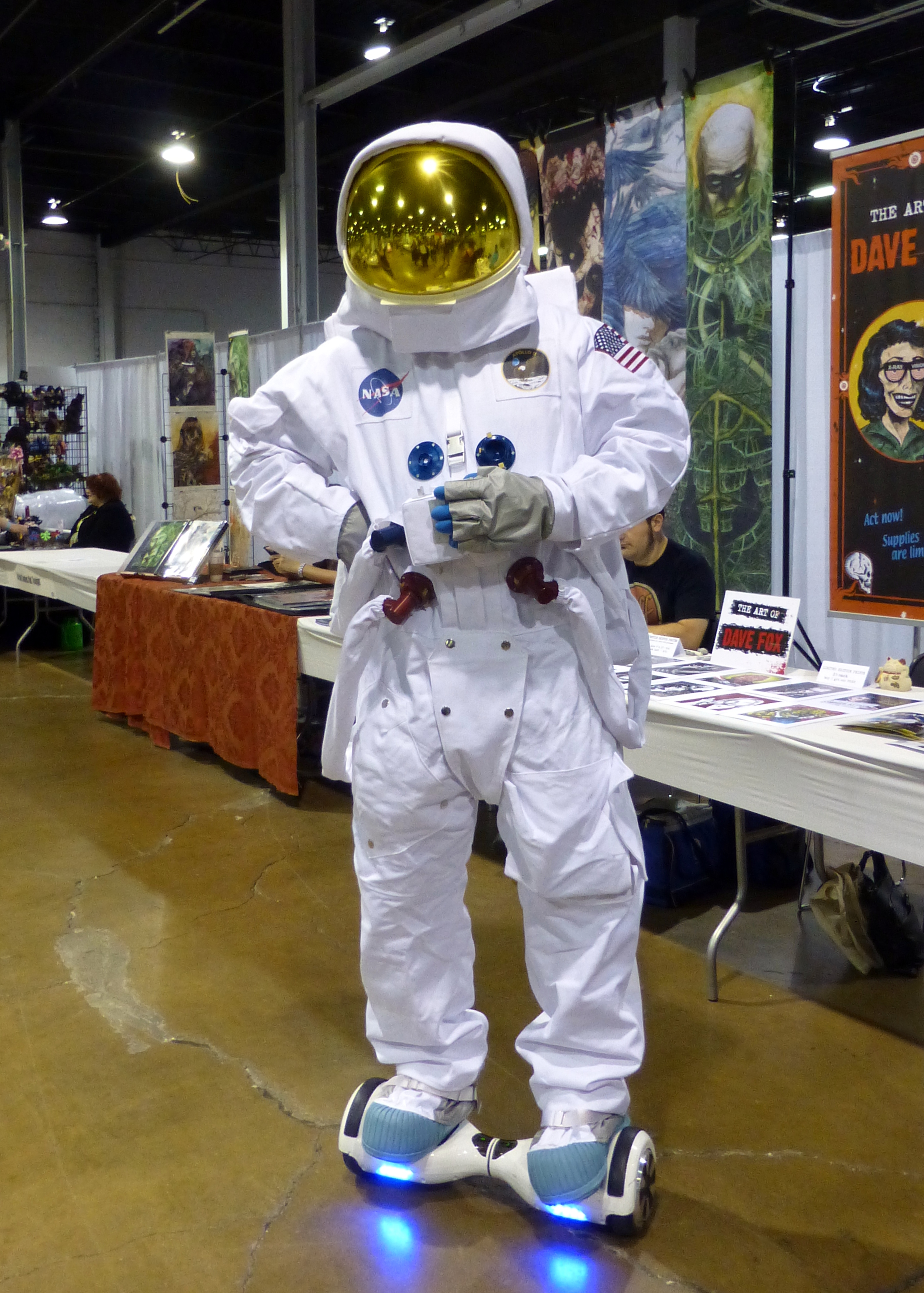
Ein Cosplayer auf einem E-Board auf der „Wizard World Chicago“

Shane Chen, ein amerikanischer Geschäftsmann und Gründer der Firma Inventist, beanspruchte die Erfindung des Geräts für sich. Chen startete 2013 eine Crowdfunding-Kampagne für Hovertrax auf der Plattform Kickstarter. In einem Interview mit der Los Angeles Times machte Chen seine Enttäuschung über das chinesische Patentrecht deutlich. Er erklärte, dass Solowheel, ein selbstbalancierendes Einrad, von anderen Herstellern kopiert wurde, nachdem es in der chinesischen Fernsehshow Happy Show gezeigt wurde. Im August 2015 kündigte Mark Cuban an, die Hovertrax-Patente von Chen kaufen zu wollen. Außerdem behauptete das amerikanische Unternehmen Investist im Jahr 2015, die Patente zu halten und rechtliche Schritte einzuleiten.
Das Tempo der chinesischen Herstellerindustrie erschwert eine genaue Festlegung, welche Firma als erste ein E-Board gefertigt hat. Laut David Pierce vom Magazin Wired wurde das Gerät wahrscheinlich unter dem Namen „Smart S1“ von Chic Robotics erfunden, einer 2013 gegründeten chinesischen Technologie-Firma, die mit der Zhejiang-Universität verbunden ist. Das Smart S1 erschien im August 2014 und wurde bei der Kanton-Messe zu einem Erfolg. Die Firma patentiert mit dem E-Board verbundene Technologien, aber aufgrund der laxen Durchsetzung des chinesischen Patentrechts wurde das Produkt von mehreren chinesischen Herstellern kopiert.
Im Juni 2015 wurde das E-Board von mehreren Produktfälschern in China hergestellt. Die gefälschten Produkte unterscheiden sich sehr stark im Preis und in der Qualität und können zahlreiche Fehler enthalten. Die meisten E-Boards werden in Massenproduktion im chinesischen Shenzhen hergestellt. In einigen neueren E-Boards sind Bluetooth-Lautsprecher eingebaut, so dass man beim Fahren Musik hören kann.
Amerikanische Prominente, die sich mit verschiedenen E-Board-Modellen sehen ließen, steigerten dessen Beliebtheit. Die Gründer der US-Firma PhunkeeTree stießen 2014 bei einer Elektronikmesse in Hong Kong auf das E-Board und wurden kurz danach in den Vertrieb eingebunden. Die Firma schenkte Kendall Jenner ein E-Board, die auf Instagram ein Video von sich auf dem Board veröffentlichte. Als das virale Video bekannt wurde, fragten andere Prominente vermehrt bei PhunkeeTree nach Freiexemplaren.

## Sicherheit
Viele E-Boards werden mit Lithium-Ionen-Akkumulatoren ausgerüstet. Es gab mehrere Berichte von defekten Batterien, entweder wegen eines elektrischen Kurzschlusses oder Überhitzung, was zur Selbstentzündung führte. Mehrfach wurden seit September 2015 Verletzungen durch Unfälle mit einem E-Board dokumentiert. In den USA haben Selbstentzündungen von E-Boards bereits zu Klagen geführt.
In den USA wurde darauf eine Sicherheitsüberprüfung der E-Boards durchgeführt. Auch in Großbritannien mehrten sich aufgrund von Unfällen Zweifel an der Qualität der E-Boards. Wie bei vielen Radfahrzeugen ohne besonderen Schutz des Fahrers ist es sinnvoll, zusätzliche Schutzmittel wie Gelenkschützer und Helm zu tragen.
Seit 2016 bietet Underwriters Laboratories einen Standard zur Qualitätssicherung von E-Boards an („UL 2272 – Battery Systems for Use in Self Balancing Scooters“).

## Rechts- und Zulassungsfragen
Gesetzliche Einschränkungen beim Gebrauch von E-Boards gibt es in mehreren Ländern.
DeutschlandIn Deutschland sind E-Boards im öffentlichen Verkehrsraum faktisch verboten: Da sie motorisiert sind und schneller als 6 km/h fahren, werden sie als „Kraftfahrzeug“ eingestuft und sind daher auf Geh- und Radwegen verboten, sie müssten auf die Fahrbahn. Für die Fahrt im öffentlichen Verkehrsraum muss eine Zulassung vorliegen – sie wird jedoch in der Regel nicht ausgestellt, weil dem Gerät die dafür notwendige Schutzausstattung und weitere wichtige Dinge fehlen.
Hoverboards fallen nicht unter die seit Sommer 2019 gültige Elektrokleinstfahrzeuge-Verordnung, da sie keine dort geforderte Haltestange besitzen. Somit dürfen diese Geräte weiterhin nicht im öffentlichen Straßenverkehr benutzt werden, auch nicht von Kindern. Bei einer widerrechtlichen Benutzung würde das „Fahren ohne Zulassung“, ein Verstoß gegen das Pflichtversicherungsgesetz und unter Umständen zusätzlich das „Fahren ohne Fahrerlaubnis“ vorliegen, wenn der „Fahrer“ nicht den erforderlichen Führerschein der Klasse B besitzt.
ÖsterreichIn Österreich wird 2016 erst vereinzelt öffentlich auf Fahrbahnen – durchwegs niederrangiger Straßen – sowie auch auf Radverkehrsanlagen und in Fußgängerbereichen E-Board gefahren. Dominik Tschohl, Rechtsexperte des ÖAMTC Vorarlberg, meint: „Der Gesetzgeber habe Probleme, den diversen Booms nachzukommen und diese schnell gesetzlich zu regeln.“ Er nimmt an, dass der Gesetzgeber das E-Board als Spielzeug qualifizieren und damit auf Fahrbahnen allgemein verbieten wird. Es würde dann nur im Fall von Wohn- und Spielstraßen auf Fahrbahnen erlaubt sein, möglicherweise auch in Bereichen für Fußgänger.
Saudi-ArabienIn Mekka wurde das Gerät kurz nach dem Video eines Pilgers auf seinem Haddsch verboten.
SchweizIn der Schweiz sind Hoverboards im Straßenverkehr verboten, nur auf privatem Grund darf damit gefahren werden.
Vereinigtes KönigreichIn England und Wales dürfen E-Boards nur auf privatem Grund und Boden und mit Einwilligung des Grundstückbesitzers gefahren werden. Auf öffentlichen Gehwegen und Straßen ist das Fahren jedoch gesetzlich untersagt. In Schottland ist es gesetzlich verboten, das Gerät auf Gehwegen zu fahren.

### Transport mit Passagierflügen
Mehrere Fluggesellschaften haben den Transport von E-Boards verboten, sowohl im Gepäckraum als auch als Handgepäck.

## Verschiedene Bauprinzipien
- Zweispurig, je eine Rolle seitlich außen, 2 Trittbretter, deren (Längs-)Neigungswinkel zur Waagrechten Fahrtempo oder -beschleunigung steuert und durch Verwinden der Trittbretter zueinander Kurvenfahrt oder Drehen um die Hochachse bewirkt (siehe erstes Bild im Artikel). Das „Brett“ ist quer zur normalen Fahrtrichtung orientiert.
- Ein längs der Fahrtrichtung orientiertes Brett mit großem viereckigem Ausschnitt in der Mitte. Hier ist ein Rad mit Breitreifen – etwa von einem Go-Kart – und Nabenmotor montiert. Der Mensch steht wie auf Snow- oder Skateboard halb quer zur Fahrtrichtung darauf, mit einem Fuß vorne vor dem Rad mit dem anderen dahinter. Beschleunigt und tempogeregelt wird durch Einstellung des Längsneigewinkels des Bretts durch die zwei Beine des balancierenden Menschen. Verlagern des Körpergewichts mehr auf die linke oder rechte Seite des Reifens kippt das Brett seitlich, lässt den Reifen stark walken und bewirkt dadurch Kurvenfahrt.
- Skateboards insbesondere der Type Longboard können mit Elektroantrieb – üblicherweise an der Hinterachse – ausgestattet sein, der über Kabel- oder Funkfernsteuerung händisch ausgesteuert wird. Gelenkt wird durch seitliche Gewichtsverlagerung über die Lenkachsen (Rückstellkraft durch Gummipuffer) wie beim nichtmotorisierten Skateboard auch.
- Motorisierte Steheinräder mit Batterieantrieb kommen von Ninebot, dem Käufer von Segway. Rechts und links des vorwärts rollenden Rads steht ein Fuß auf einer ausgeklappten Fußraste. Die Funktionsweise ist wie bei einem Segway, das Einrad kann in Fahrtrichtung nicht wegkippen und wird durch Gewichtsverlagerung in der Geschwindigkeit gesteuert, es muss lediglich durch seitliche Balance die Fahrtrichtung manipuliert werden. Die motorisierten Einräder sind luftbereift und für jede Art von Gelände bei einer Maximalneigung bis 15° geeignet. Die zu erreichende Geschwindigkeit beträgt 22 km/h, die Reichweite wird mit 30 Kilometern angegeben. Das Gewicht eines Einrades mit 406 mm Durchmesser beträgt 14,2 kg.[28]

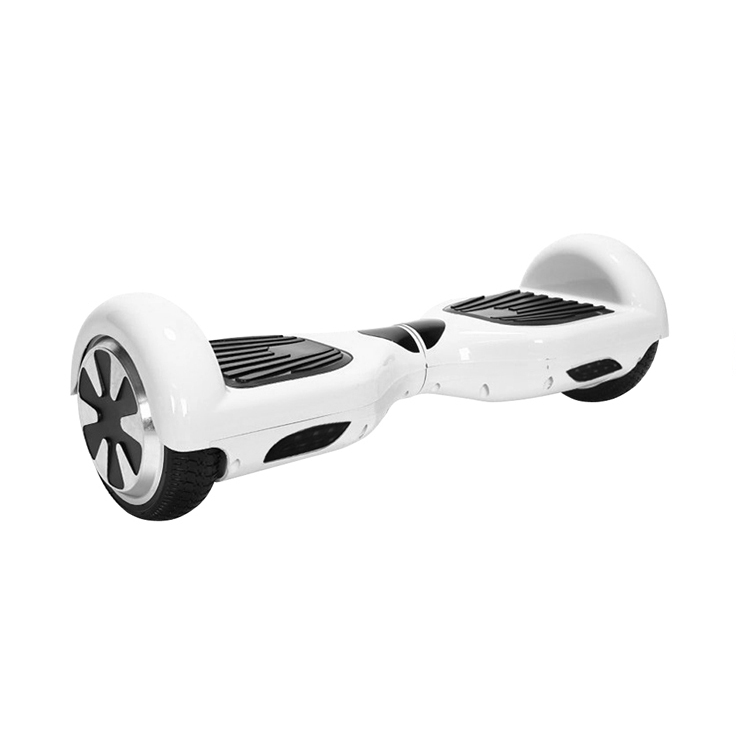
Hoverboard
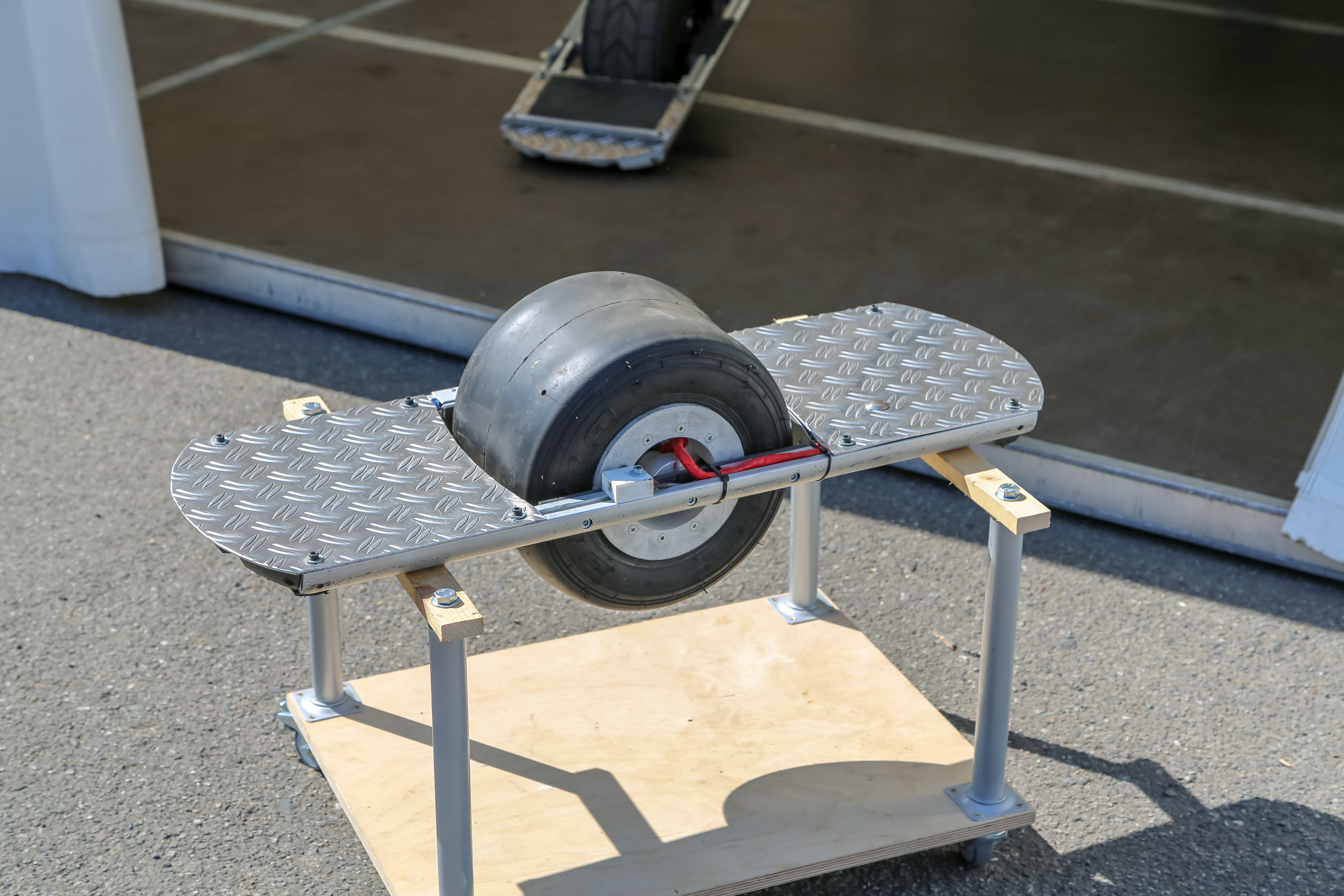
Onewheel
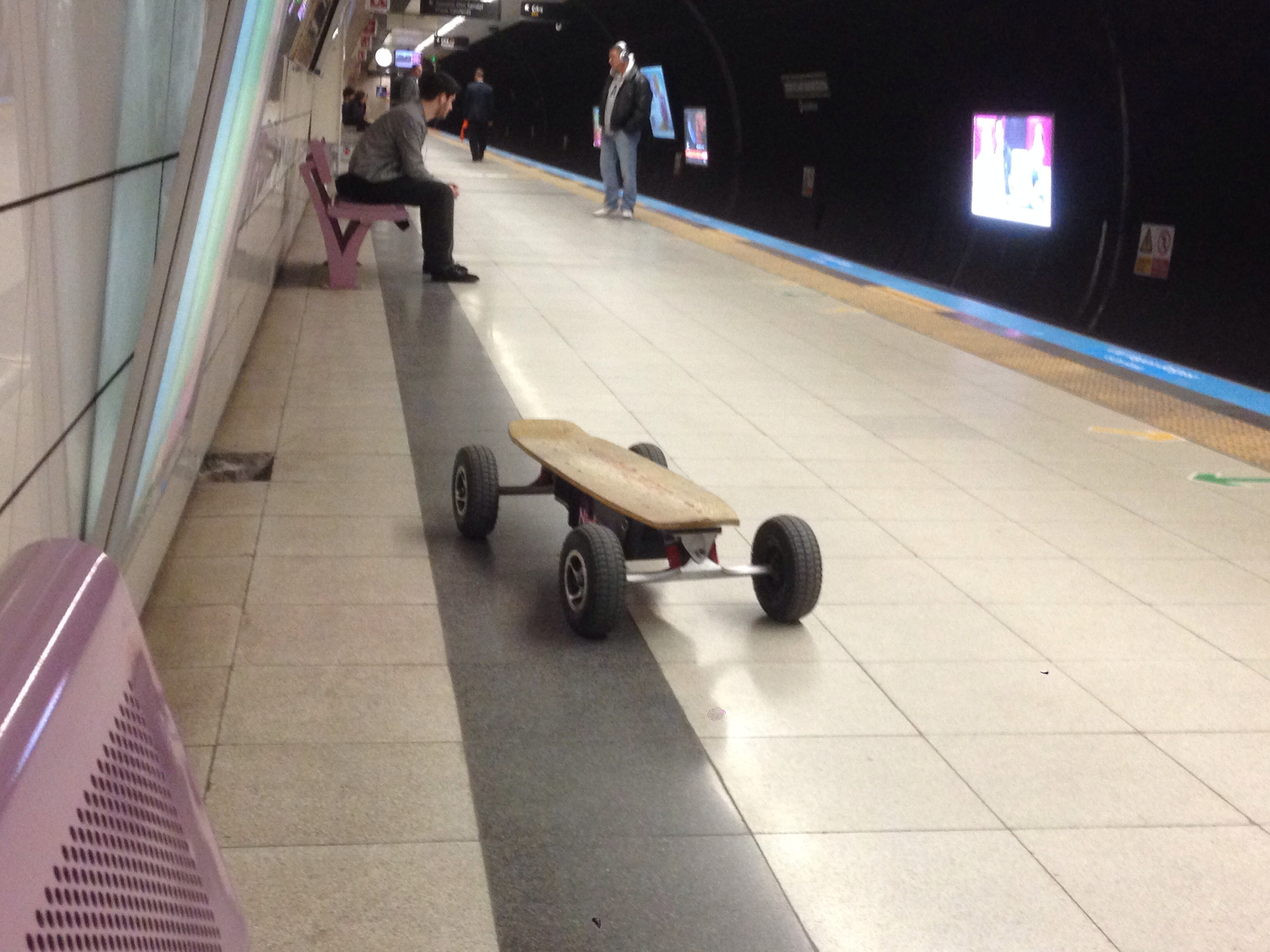
Elektro-Skateboard
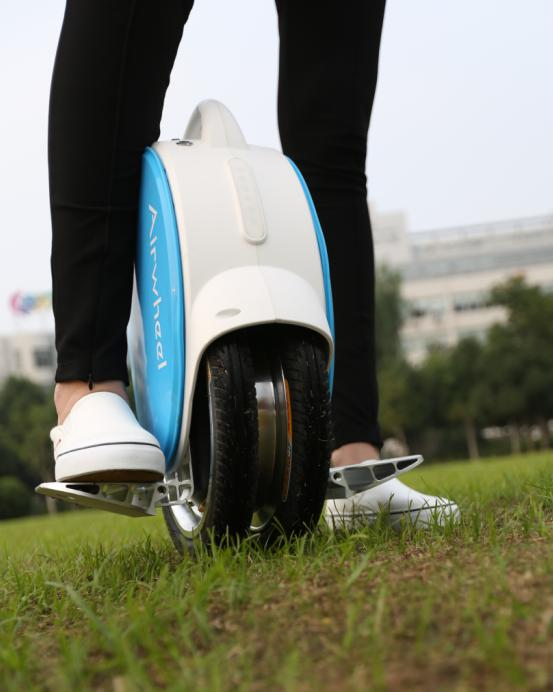
Zwillingsrad
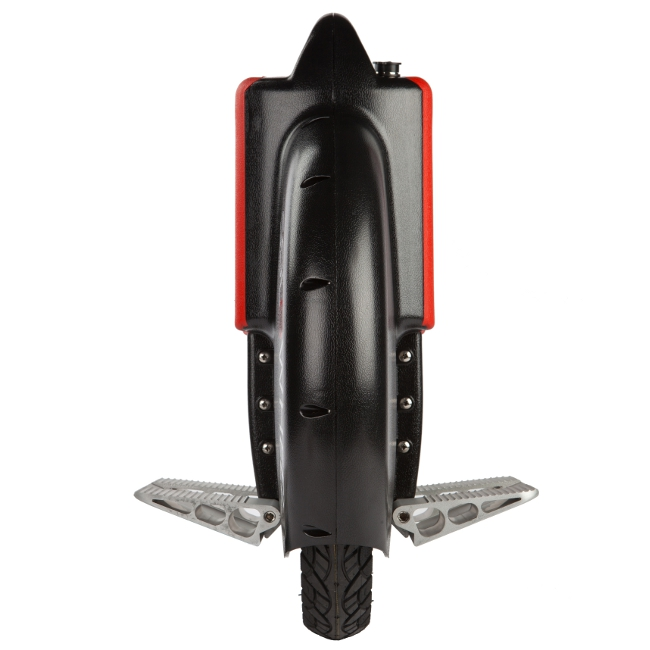
Elektrisches Einrad
Micro-Cycle
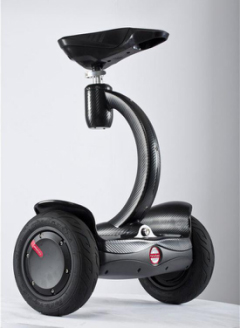
Airwheel
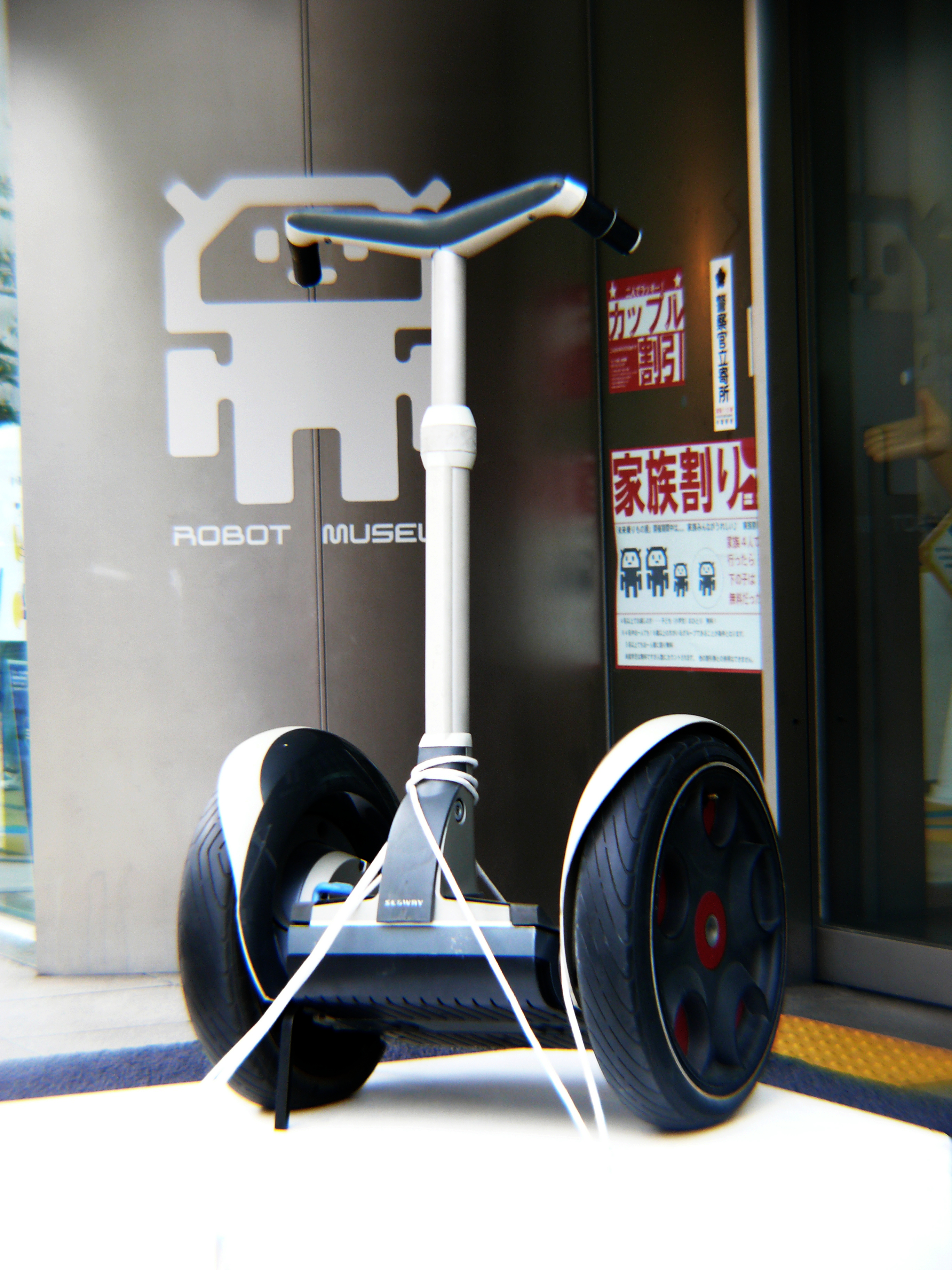
Segway

### Zweispurige E-Boards
Typischerweise besteht das E-Board aus einer zweirädrigen Achse mit zwei kleinen Plattformen, auf denen der Fahrer steht. Das E-Board hält sich (ähnlich einem Segway) durch eine elektronische Antriebsregelung selbst in Balance (Unterschied zu Elektro-Skateboards) und wird über Gewichtsverlagerung und die Fußstellung des Fahrers gesteuert.
2014 kamen die Geräte erstmals in China auf; seit 2015 machten zahlreiche Prominente das E-Board in den Vereinigten Staaten bekannt.